# Hermann Plagge
Hermann Plagge (* 11. Juni 1888 in Weener; † 16. September 1918 in Mainz) war ein deutscher Schriftsteller.

## Leben und Wirken
Hermann Plagge war das viertälteste Kind des Landwirts und Viehkaufmanns Otto Plagge und dessen Ehefrau Margaretha Henderika. Er hatte neun Geschwister und besuchte als einziges Kind der Familie eine Universität.
Plagge ging zunächst auf eine Volksschule in seinem Geburtsort und anschließend auf das königliche Gymnasium in Leer. Ostern bestand er hier die Abiturprüfung. Vom Sommersemester 1908 bis zum Wintersemester 1908/09 absolvierte er ein Studium der Neueren Philologie in München. Vom 1. Mai 1909 bis zum 6. März 1913 setzte er das Studium an der Königlichen Friedrich-Wilhelm-Universität zu Berlin. Im Frühjahr 1913 beendete er das Studium ohne Abschluss mit einem Abgangszeugnis.
Bei Ausbruch des Ersten Weltkriegs schloss sich Plagge sofort der Armee an und kämpfte größtenteils an der Front. Er überlebte den Krieg und ertrank beim Baden in Mainz.

## Werke
Plagge schrieb seit 1910 Rezensionen und Aufsätze, die in Hannoverland, „Das Land“ und der Weser-Zeitung zu lesen waren. Dabei beschäftigte er sich anfangs primär mit regionalen Themen. Hinzu kamen Besprechungen neuer expressionistischer Werke von Autoren wie Arno Holz, Paul Zech, Paul Boldt oder Max Pulver.
Während der Zeit in Berlin lernte Plagge Oskar Kanehl kennen, der den „Wiecker Boten“ herausgab. Kanehl stellte einen Kontakt zur Zeitschrift Die Aktion von Franz Pfemfert hier. In dieser Zeitschrift waren vor Kriegsausbruch erste Gedichte Plagges zu lesen, die an Werke Georg Heyms und Alfred Lichtensteins erinnern.
Plagge freute sich, im Gegensatz zum Großteil seiner Dichterkollegen, nicht über den Ausbruch des Ersten Weltkrieges. Er notierte die Erlebnisse als Soldat sofort äußerst distanziert und hielt seine Beobachtungen nüchtern fest. Das für diese Zeit typische Pathos blieb ihm fremd. Er vermied abstruse Überhöhungen, hielt nicht an Traditionen fest und schrieb ohne Reime und ausgesprochen frei. Er entwickelte eine eigene Form und bewegte sich im frühen Übergang vom Expressionismus zur Neuen Sachlichkeit.
Plagge schrieb immer lebendig und verstand, seine Beobachtungen bildhaft und für den Leser packend darzustellen. Seine Werke erscheinen auch heute noch modern. Im Bereich der Sekundärliteratur formulierte er lustig und ironisch. Er selbst gab zu Lebzeiten nie ein Buch in den Druck. Ein erster, wenig umfangreicher Auswahlband kam im Jahr 1992 heraus. Seine Texte erschienen auch nach dem Zweiten Weltkrieg wiederholt als Nachdruck.